# Ninken
Imperador Ninken (仁賢天皇, Ninken-tennō) foi o 24º Imperador do Japão, segundo a lista tradicional de sucessão.

## Vida
Antes da sua ascensão ao trono seu nome era Oho Ai Azana Simano Irakko . Não há datas concretas que podem ser atribuídas a vida deste imperador ou reinado, mas é convencionalmente considerado que reinou de 488 a 498.
Ponsonby-Fane indica que Kenzo construiu sua capital em volta do Palácio Hirotaka no miya (宮内博隆) em  Isonokami na Província de Yamato, atualmente entre as Províncias de Osaka e Nara.
Ninken foi sucedido por seu filho, o Imperador Buretsu. Morreu em 498 com 50 anos.
O lugar do túmulo imperial (misasagi) do Imperador Ninken é desconhecido, mas é tradicionalmente venerado num memorial no santuário xintoísta em Osaka, que é oficialmente chamado de Hanyū no Sakamoto no misasagi.